# Contea di Nye
La contea di Nye, in inglese Nye County, è una contea dello Stato del Nevada, negli Stati Uniti. La popolazione al censimento del 2000 era di 44 795 abitanti. Il capoluogo di contea è Tonopah.

## Geografia fisica
La contea si trova nella parte centro-meridionale del Nevada. L'U.S. Census Bureau certifica che l'estensione della contea è di 47032 km², di cui 47001 km² composti da terra e i rimanenti 31 km² composti di acqua. Per superficie, è la contea più grande dello Stato.
Da nord a sud la contea è diversificata, dalla Big Smoke Valley con le cime innevate all'arida Amargosa Valley, un vero e proprio deserto. Le due città principali sono una a nord (Tonopah) e una a sud (Pahrump).
Nel sud-ovest della contea si trovano il Nevada Test Site e il deposito di scorie nucleari di Yucca Mountain.
La contea ospita anche diverse aree protette, tra cui parte del Gran Bacino, parte della Valle della Morte. I visitatori di quest'ultima spesso pernottano a Beatty o Amargosa Valley.

### Contee confinanti
- Contea di Churchill - nord-ovest
- Contea di Lander - nord
- Contea di Eureka - nord
- Contea di White Pine - nord-est
- Contea di Lincoln - est
- Contea di Clark - sudest
- Contea di Esmeralda - ovest
- Contea di Mineral - ovest
- Contea di Inyo (California) - sud

## Storia
La contea è stata istituita nel 1864 e deve il suo nome a James Warren Nye, senatore e primo governatore del Territorio del Nevada. Il primo capoluogo fu Ione, seguito da Belmont nel 1867 e infine da Tonopah nel 1905.

## Geografia antropica

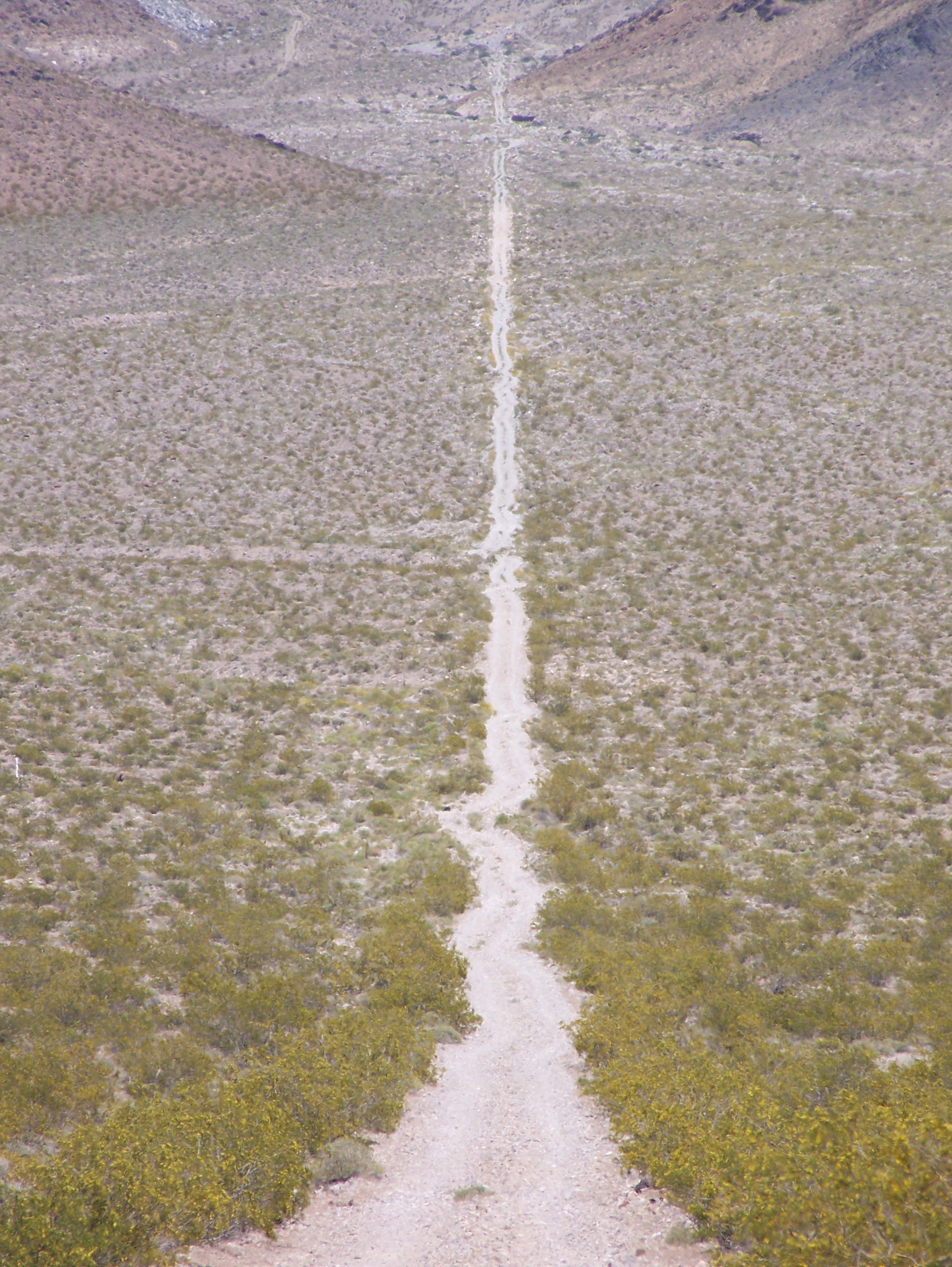
Strada da Carrara, Nevada, verso la cava di marmo sullo sfondo.

### Comunità non incorporate
- Amargosa Valley
- Beatty
- Carvers
- Crystal
- Currant
- Duckwater
- Gabbs
- Hadley
- Manhattan
- Mercury
- Pahrump
- Round Mtn.
- Scotty's Junction
- Sunnyside
- Tonopah (Capoluogo)
- Tybo
- Yomba

### Census-designated place
- Beatty CDP
- Gabbs CDP
- Pahrump CDP
- Tonopah CDP

### Città fantasma
- Belmont
- Bonnie Claire
- Bullfrog
- Berlin
- Cactus Springs
- Carrara[4]
- Gold Center
- Ione
- Lockes
- Nyala
- Pioneer
- Potts
- Rhyolite
- Warm Springs

## Strade principali
- U.S. Route 6
- U.S. Route 95
- Nevada State Route 160
- Nevada State Route 373